# گیورگی شرمدینی
گیورگی شرمدینی (گرجی: გიორგი შერმადინი؛ زادهٔ ۲ آوریل ۱۹۸۹) بازیکن بسکتبال اهل گرجستان است.
از باشگاه‌هایی که در آن بازی کرده‌است می‌توان به باشگاه بسکتبال مالاگا، باشگاه بسکتبال کاناریاس، باشگاه بسکتبال المپیاکوس، باشگاه بسکتبال آندورا، باشگاه بسکتبال پاناتینایکوس، و باشگاه بسکتبال ساراگوسا اشاره کرد.